# Palanca de cambio (bicicleta)

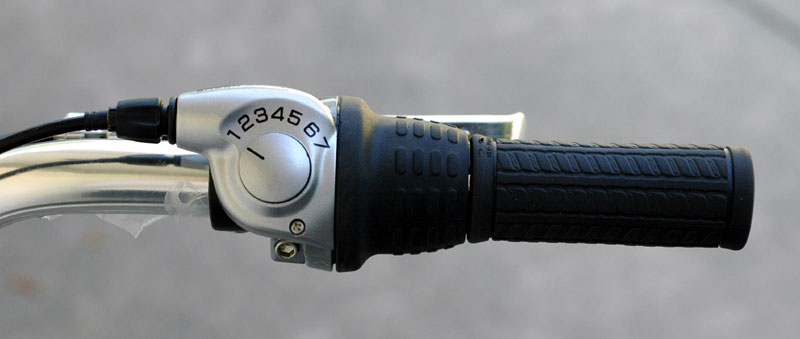
Cambiador de puño con indexación de 7 velocidades integrado con el control de la palanca de freno

Una palanca de cambios de bicicleta (también conocido como un desplazador o control del engranaje o palancas del engranaje o manetas de cambio) es un componente utilizado para seleccionar la relación de marchas deseada a través del control de mecanismos de engranajes. Por lo general, funcionan por un mecanismo tipo desviador o de cambio interno. En cualquiera de los casos, el control es operado por un dispositivo «palanca» que mueve un cable que se conecta al mecanismo de engranajes. La palanca de cambios puede estar montada en el tubo oblicuo del cuadro, en el manillar, o en los extremos del manillar de triatlón. Entre los principales fabricantes de palanca de cambios se incluyen Shimano, Campagnolo y SRAM.
Con los años, se han utilizado diferentes tipos de palancas de cambio. La tendencia en el desarrollo ha sido reducir la necesidad de que el ciclista pierda la atención del ir en bicicleta.
Los sistemas de palancas de «cambios de fricción» dieron paso a «cambios de indexación», que no requieren de ajuste hasta su punto exacto durante un cambio de marcha.
En la década de 1990, las palancas de cambio se colocaron más cerca de la posición de las manos en el manillar, hasta el punto de ser integradas con el control de la palanca de freno.

## Cambios de fricción

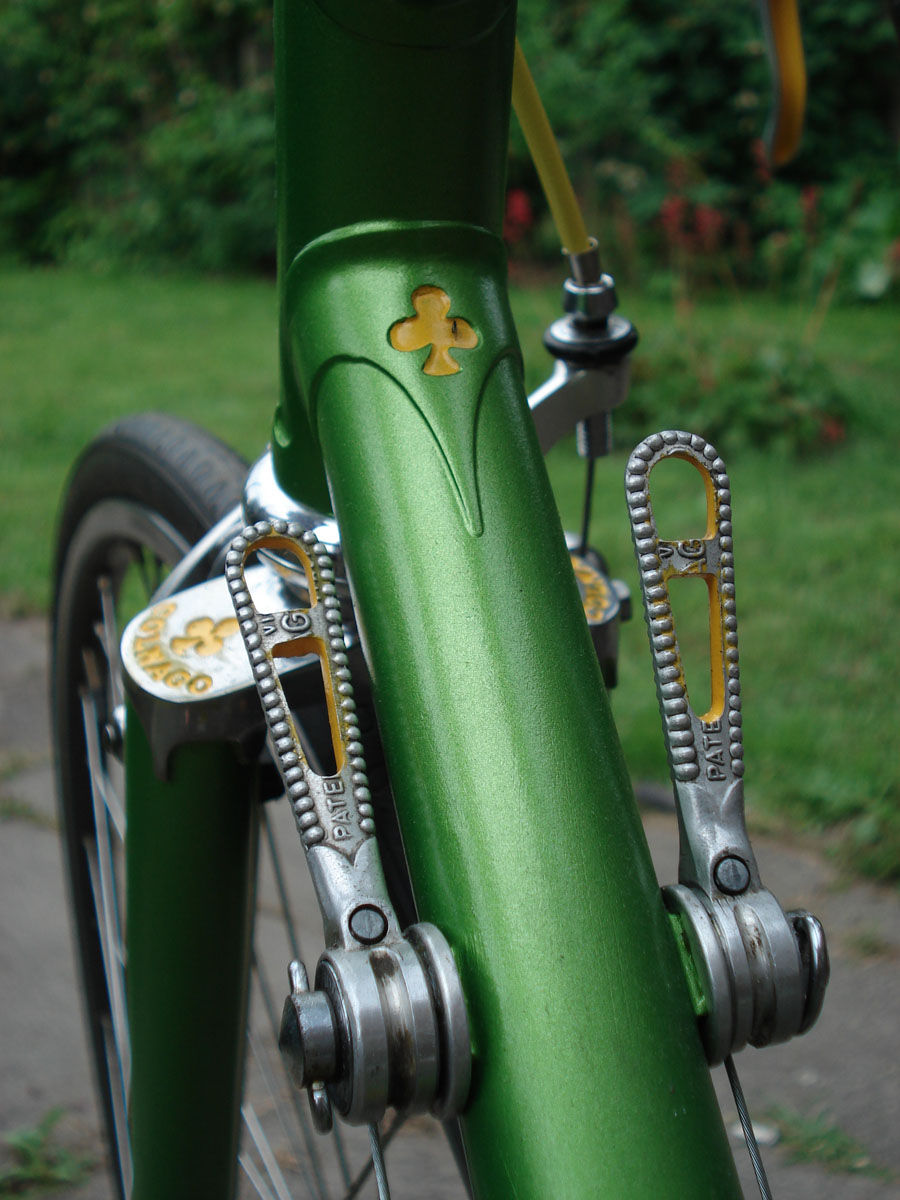
Cambios de fricción en tubo oblicuo

Originalmente, las palancas de cambio del engranaje consistía en una simple palanca de sistema de «movimiento continuo». El cambio de marchas requiere empujar o tirar de la palanca para que el desviador mueva la cadena a un piñón diferente en el eje trasero. El ciclista debe ajustar la palanca hasta su punto exacto para centralizar la cadena al piñón.
Este sistema comenzó con 2 o 3 piñones, y por los años 1970 se había convertido a 5 y 6 piñones. Muchos ciclistas inexpertos, especialmente aquellos que comenzaron en el auge de bicicletas en EE. UU. en la década de 1970, tuvieron dificultades para cambiar de marcha con precisión. Las dificultades típicas incluyen cambios de engranaje que descarrilaban la cadena entre dos piñones, que provocan traqueteos ruidosos, o cambios indeseados e inesperados del engranaje.
Sin embargo, muchos ciclistas experimentados prefieren cambios de fricción por su sencillez y fiabilidad a largo plazo, así como la capacidad de mezclar y combinar componentes de diferentes fabricantes sin problemas de compatibilidad de los sistemas de indexación. Otra ventaja de los cambios de fricción es la capacidad de cambiar los engranajes desde  el menor a mayor con un simple movimiento.
Existen dos tipos de palancas de fricción:
- Fricción pura: el mecanismo interno de la palanca va montado únicamente con arandelas de diverso tipo según fabricante. Este tipo de palancas suelen ser toscas y duras, y poco fiables muchas veces debido a que las arandelas van en contacto con el tornillo de apriete provocando la tendencia al aflojamiento cuando se desplaza en una dirección.

- Retrofricción: el mecanismo interno de la palanca dispone de un resorte el cual logra que la dureza en un sentido sea mayor que en el otro, esto anula parcialmente la tensión del cambio de piñón o plato, logrando una sensación más suave y agradable cuando se cambia de marcha. Este sistema fue popularizado por el fabricante Simplex.

## Cambios de indexación
El cambio de indexación es un sistema en que el control tiene puntos indicadores definidos. Engranajes de cambios internos de buje por diseño ya tienen  índices, pero para los sistemas de desviador, la indexación fue una innovación. Cada punto corresponde a una posición del desviador. Esto permite al ciclista cambiar de marcha sin tener que mover la palanca hasta su punto exacto, como en el cambio de fricción.

## Controles

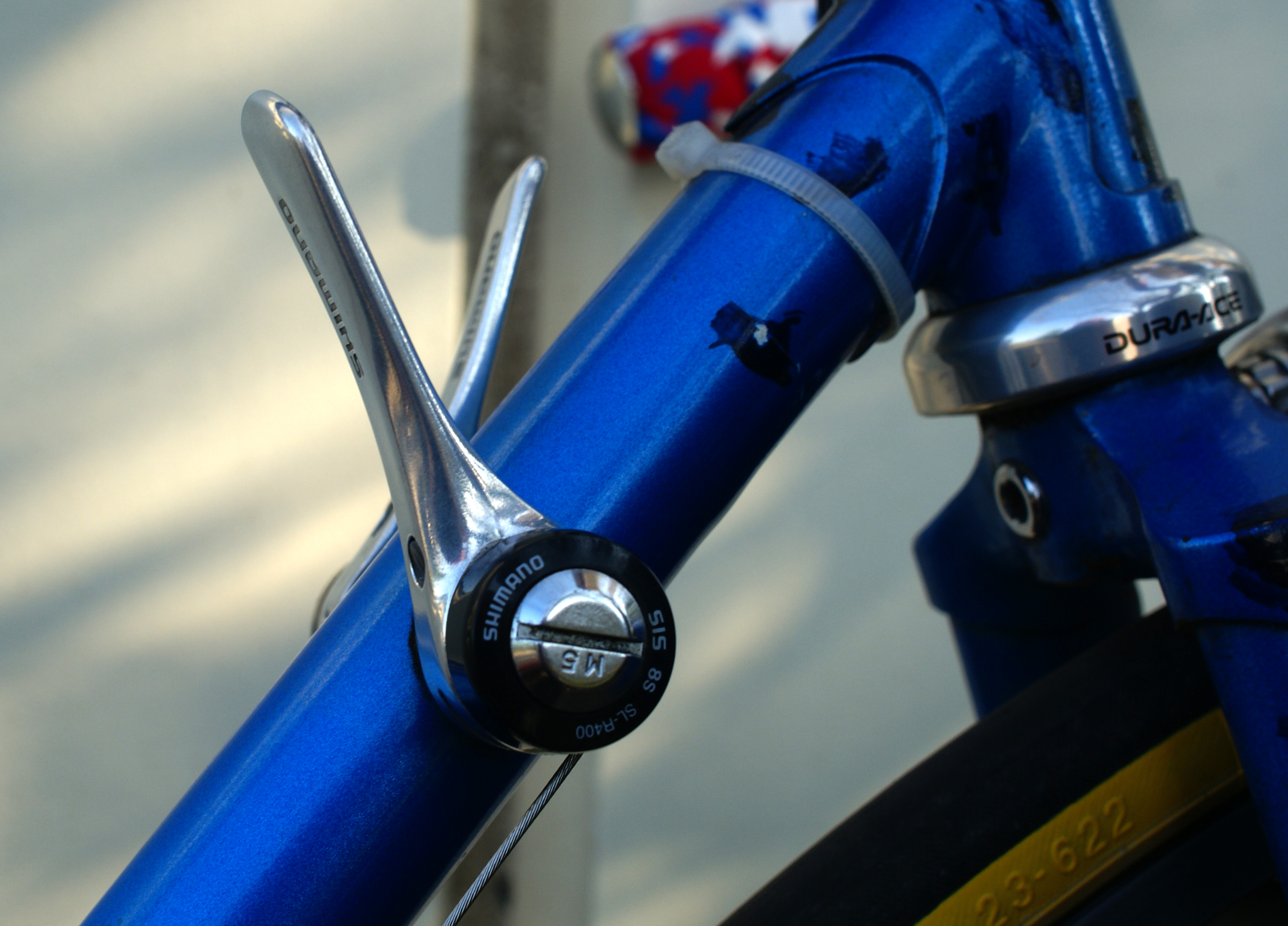
Palancas de cambio en tubo oblicuo
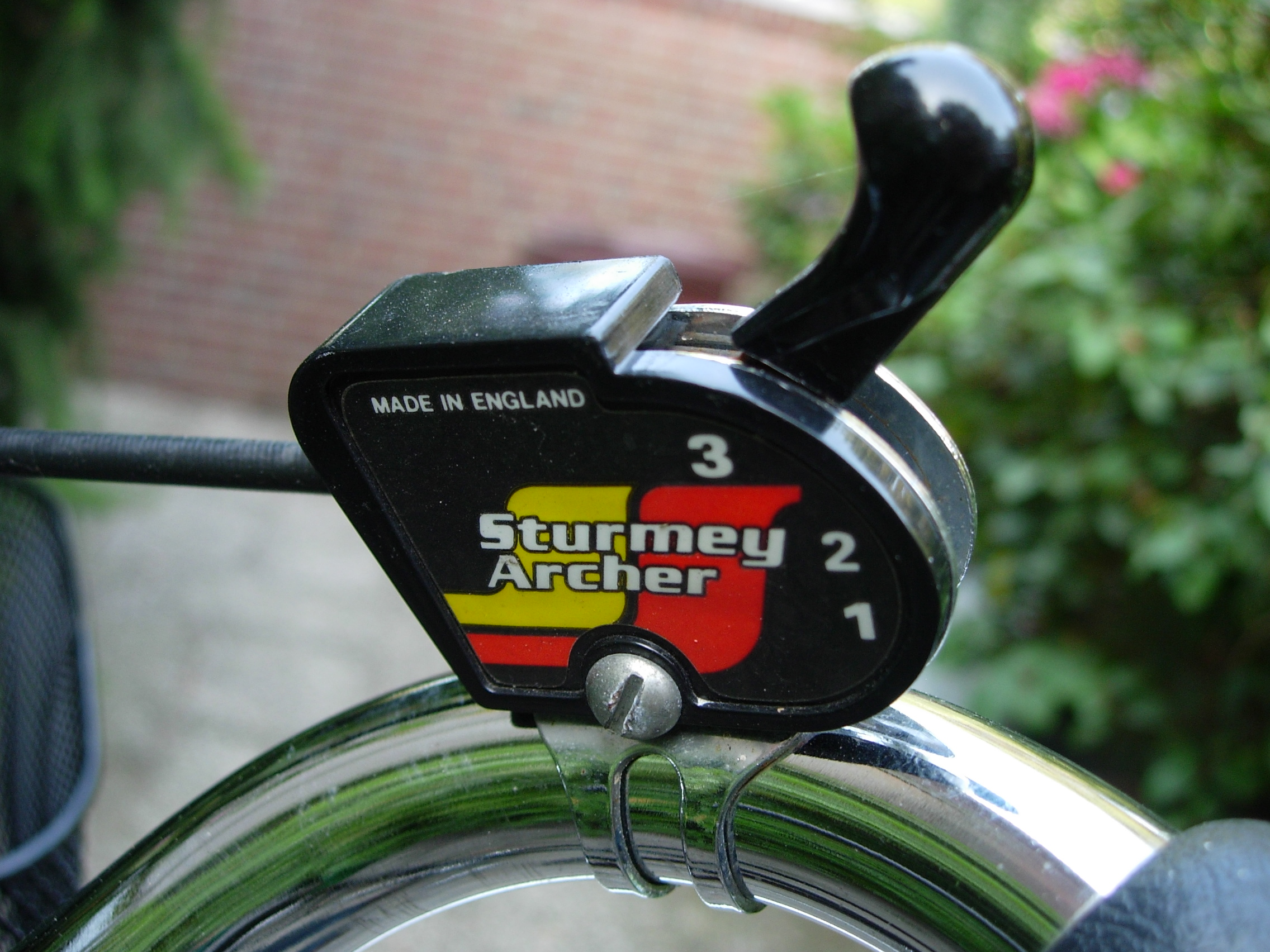
Cambiador de pulgar
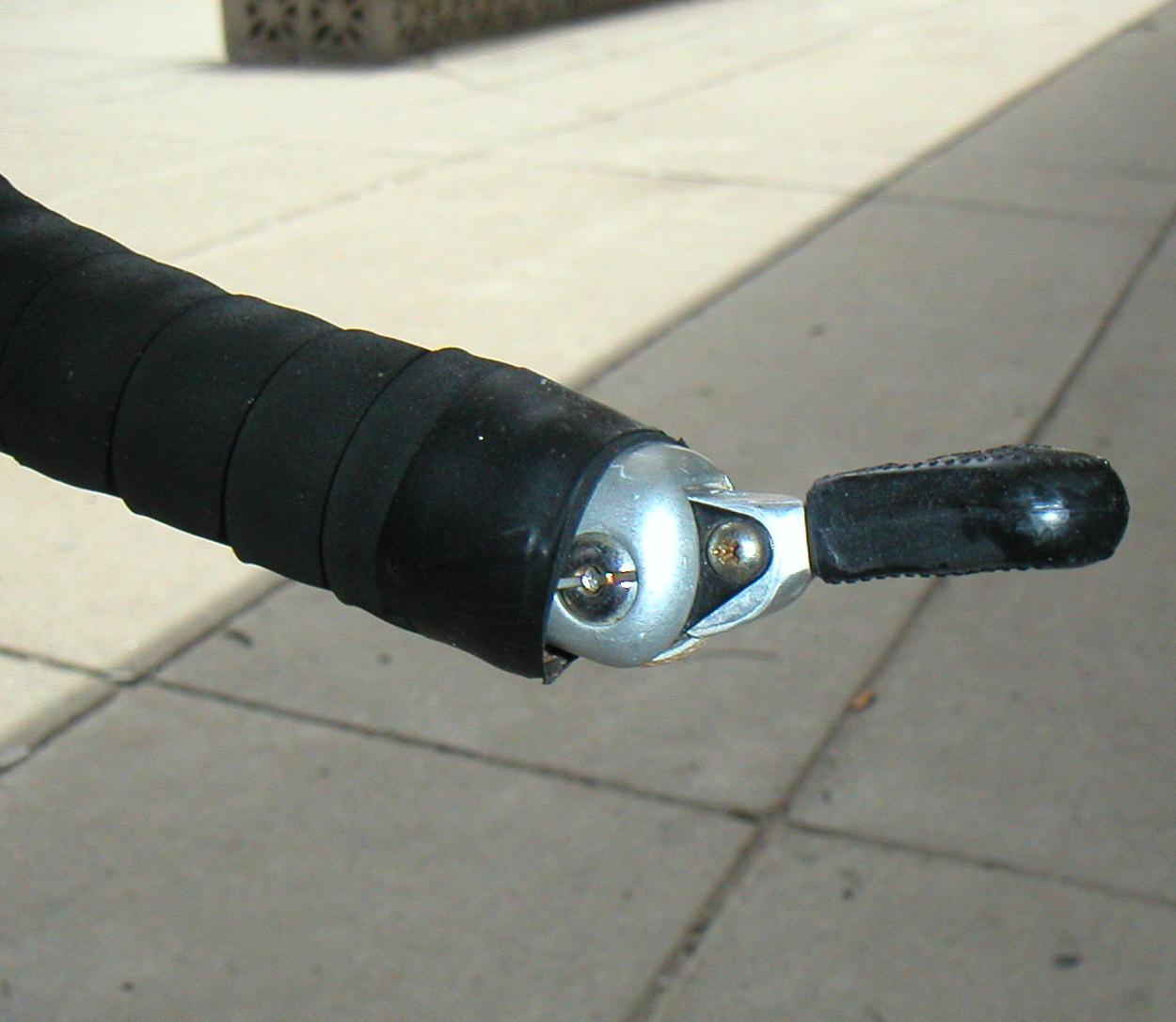
Palanca de cambios en extremos de las barras de manillar